# Kleine Melchaa
Die Kleine Melchaa (schweizerdeutsch Aa für Ache) ist ein rund 12 km langer Fluss im Kleinen Melchtal im Kanton Obwalden in der Zentralschweiz.

## Geographie

### Verlauf
Die Kleine Melchaa entsteht aus mehreren Quellbächen im Gebiet der Talalp auf etwa 1800 m ü. M.. Das Quellgebiet liegt zwischen den Bergen Hohbiel (2037 m) und Hochstollen (2480 m), nahe dem Hohsträss-Grat. Dieser bildet die Grenze zwischen dem Kanton Obwalden und dem Berner Oberland. Der wichtigste und längste Quellbach entspringt auf etwa 2305 m ü. M. am Südhang des Fulenbergs. 
Die Kleine Melchaa fliesst in ihrem oberen Verlauf in nordwestlicher Richtung durch das hier relativ breite und offene Kleine Melchtal. Als erster grosser Seitenbach mündet auf 1350 m ü. M. der Chummelbach von der Chummelalp her kommend in die Kleine Melchaa. Der weitere Verlauf des Flusses führt nun in nördliche Richtung. Das Tal wird zusehends enger. Weitere Bäche münden von beiden Talseiten in die Kleine Melchaa. Die Wichtigsten sind der Älggibach von rechts (von der Älggi-Alp her kommend), das Wasser des Wendelbachgrabens von links sowie das Wasser des Brandegggrabens und des Rindelgrabens jeweils von rechts. Im weiteren Verlauf verengt sich das Kleine Melchtal zu einem immer enger und tiefer werdenden Tobel. 
Die Kleine Melchaa fliesst nun vorbei am Lochcheller (854 m ü. M.), am Giswiler Hüttli (815 m ü. M.) und am Cholplatz (704 m ü. M.). Auf seinem Verlauf wird der Fluss von einem geschotterten Fahrweg begleitet. Im untersten Teil wendet sich das Tobel nach Nordwesten und wird schliesslich so eng, dass der Fahrweg die Schlucht in nordöstliche Richtung verlassen muss. Beim Zollhus (475 m ü. M.) mündet der Weg in die Kantonsstrasse. Das Tal mündet am östlichen Dorfrand von Giswil ins Sarneraatal. Der Fluss fliesst von dort in nordöstlicher Richtung durchs Naturschutzgebiet Hanenried und mündet in den Sarnersee.
Während der obere Teil der Kleinen Melchaa ganz auf dem Gebiet der Gemeinde Lungern liegt, bildet der mittlere Teil des Flusses auf einer Länge von etwa 3 km die Grenze zwischen Lungern im Westen und Sachseln im Osten. Im weiteren Abschnitt ist die Kleine Melchaa dann auf einer Länge von ca. 3,5 km die Grenze zwischen Giswil im Südwesten und Sachseln im Nordosten. Der letzte Kilometer des Verlaufs liegt zuerst auf dem Gemeindegebiet von Giswil und schlussendlich im Mündungsbereich auf jenem von Sachseln.

### Verlegung des Verlaufs
Der Verlauf der Kleinen Melchaa nach dem Ende des Tobels veränderte sich im Laufe der Jahrhunderte mehrmals. Nach der letzten Eiszeit mündete der Fluss wahrscheinlich direkt in den Sarnersee, ähnlich dem aktuellen Verlauf. Im 16. Jahrhundert gab es Pläne, den Verlauf der Kleinen Melchaa zu verlegen. Ob dies effektiv geschah, ist unsicher. Die Siegfriedkarte (1875) zeigt, dass die Kleine Melchaa damals durch den Giswiler Ortsteil Diechtersmatt floss und sich mit dem Giswiler Lauibach und der Sarner Aa (in diesem Bereich auch einfach Aa oder Aawasser genannt) zum sogenannten Dreiwässerkanal vereinigte. Dieser mündet nördlich von Giswil in den Sarnersee.
Zwischen 1936 und 1984 führten Unwetterereignisse im Kleinen Melchtal insgesamt fünfmal zu Überschwemmungen im Siedlungsgebiet von Diechtersmatt. Auch beim Alpenhochwasser 2005 wurde die Kleine Melchaa zu einem reissenden Strom und verursachte grosse Schäden. Die betroffenen Gemeinden und der Kanton Obwalden beschlossen daraufhin, den Lauf der Kleinen Melchaa zu verlegen und den Fluss direkt in den Sarnersee münden zu lassen. Ebenfalls vorgesehen war ein grosser Geschiebesammler im Gebiet Gorgen.
Im Jahr 2011 erfolgte der Spatenstich zum Wasserbauprojekt Kleine Melchaa. Die Bauarbeiten mit geplanten Kosten von 16 Millionen Franken enthielten den Bau des Geschiebesammlers Gorgen und eine Verlegung des Gerinnes ab dem Gebiet Gorgen in einer direkten Linienführung in den Sarnersee. Der Geschiebesammler Gorgen hat eine rund 12 Meter hohe und über 100 lange Mauer mit Platz für 70'000 m³ Geschiebe. Im Jahr 2015 wurden die Bauarbeiten abgeschlossen. Seit Sommer 2015 fliesst die Kleine Melchaa direkt in den Sarnersee. Dieser Verlauf entspricht wahrscheinlich dem natürlichen Verlauf des Flusses vor der Verlegung des Bachbettes in der frühen Neuzeit.

Die Kleine Melchaa
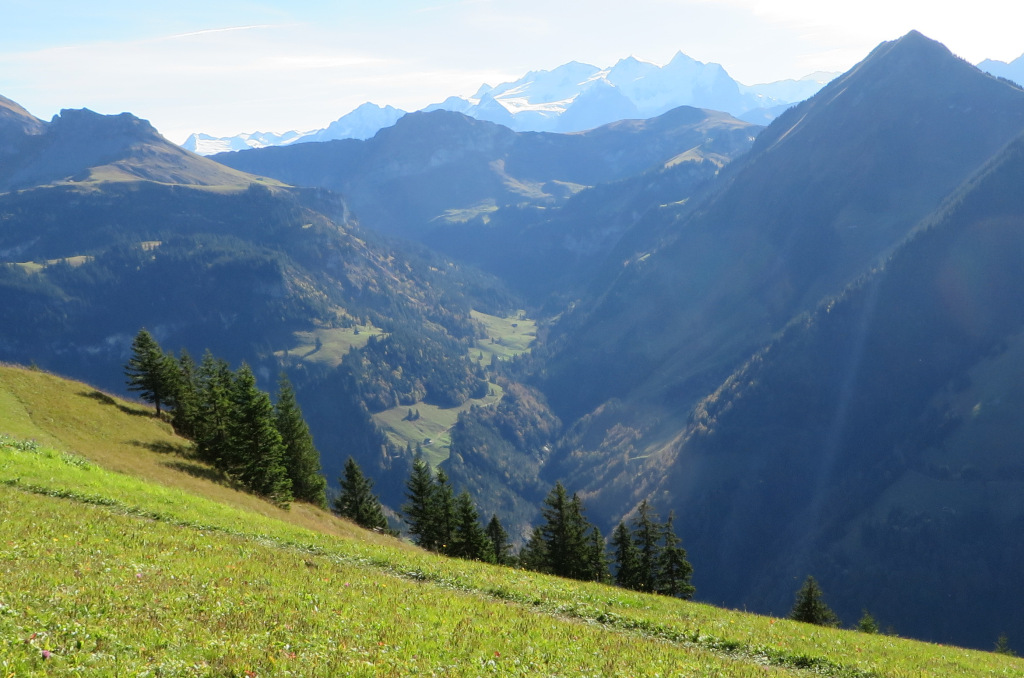
Blick ins kleine Melchtal
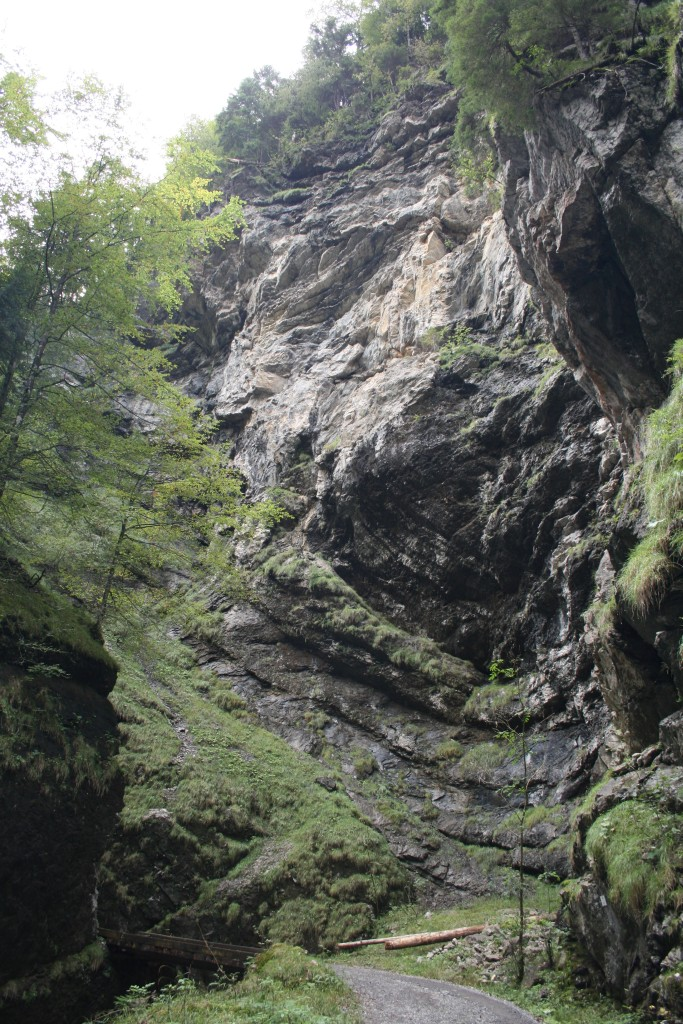
Der «Dom»
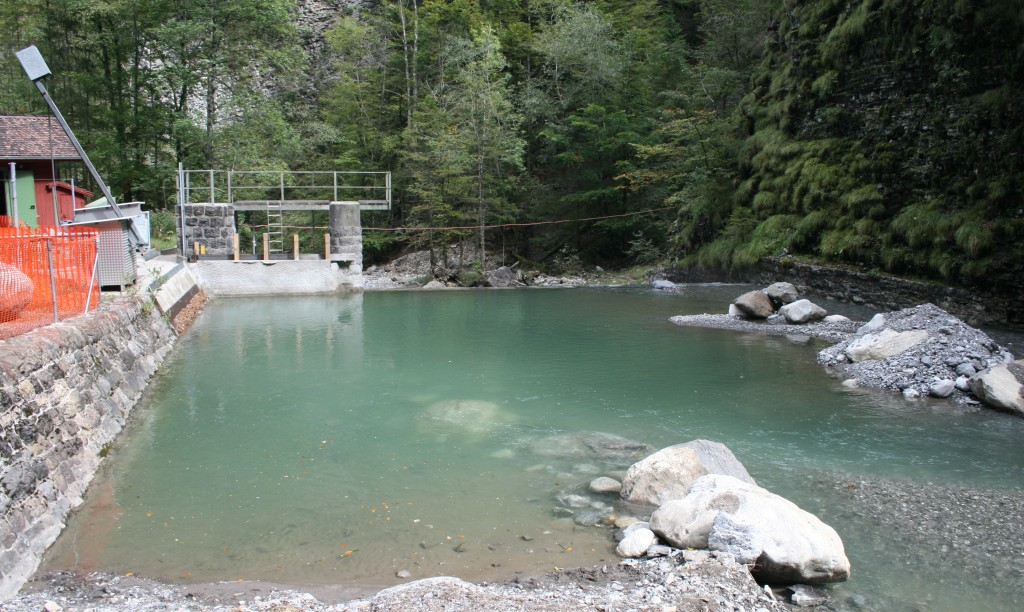
Die Wasserfassung der Kleinen Melchaa beim Giswiler Hüttli
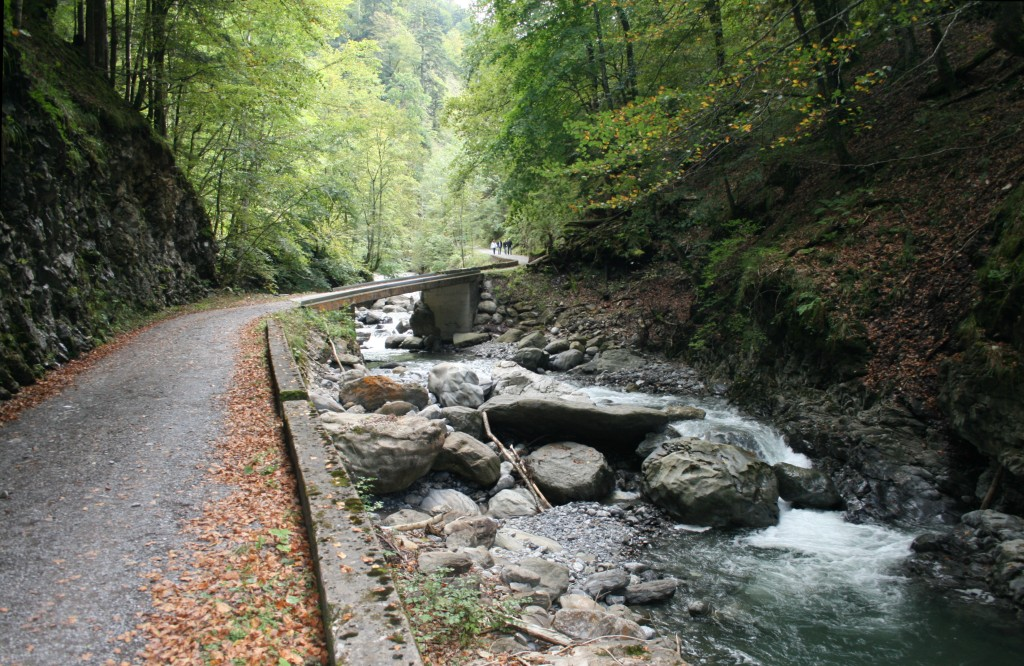
Der geschotterte Fahrweg überquert mehrfach die Kleine Melchaa.
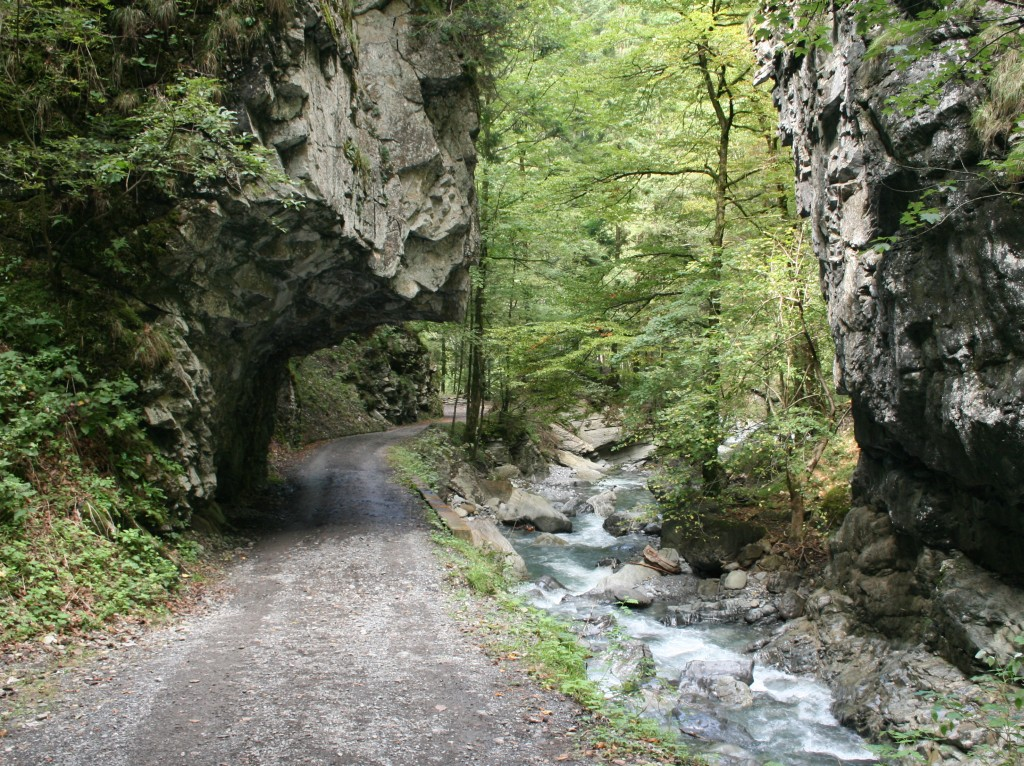
Der Fahrweg wurde teilweise aufwändig in den Fels gehauen.
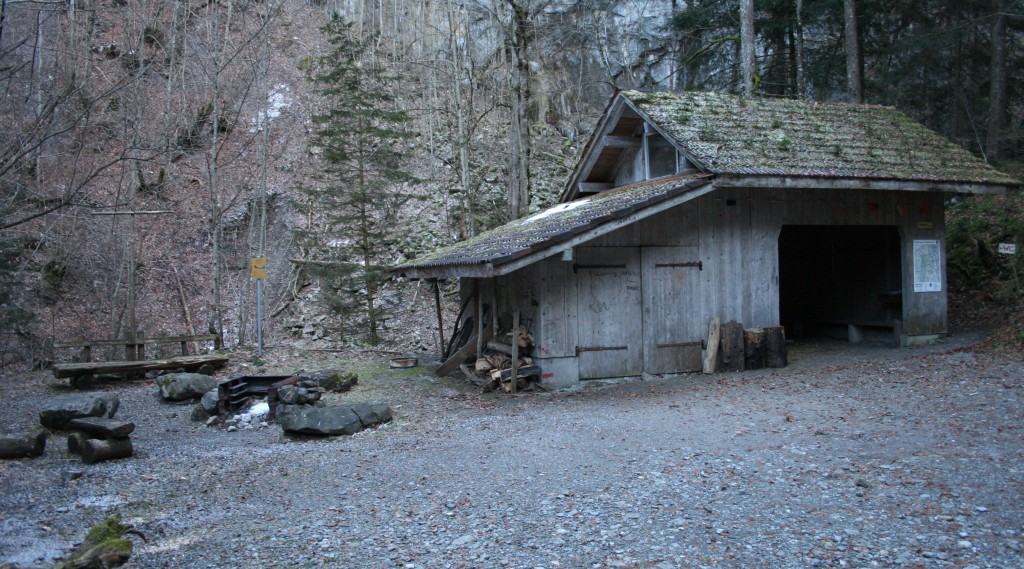
Der Cholplatz
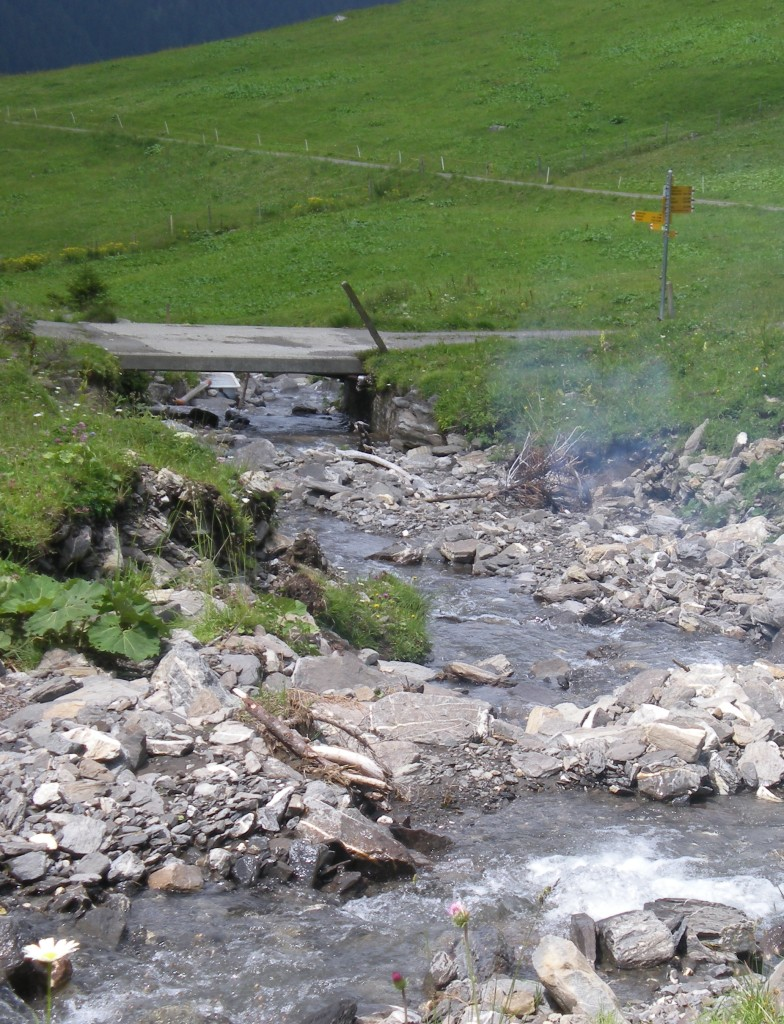
Am Oberlauf der Kleinen Melchaa
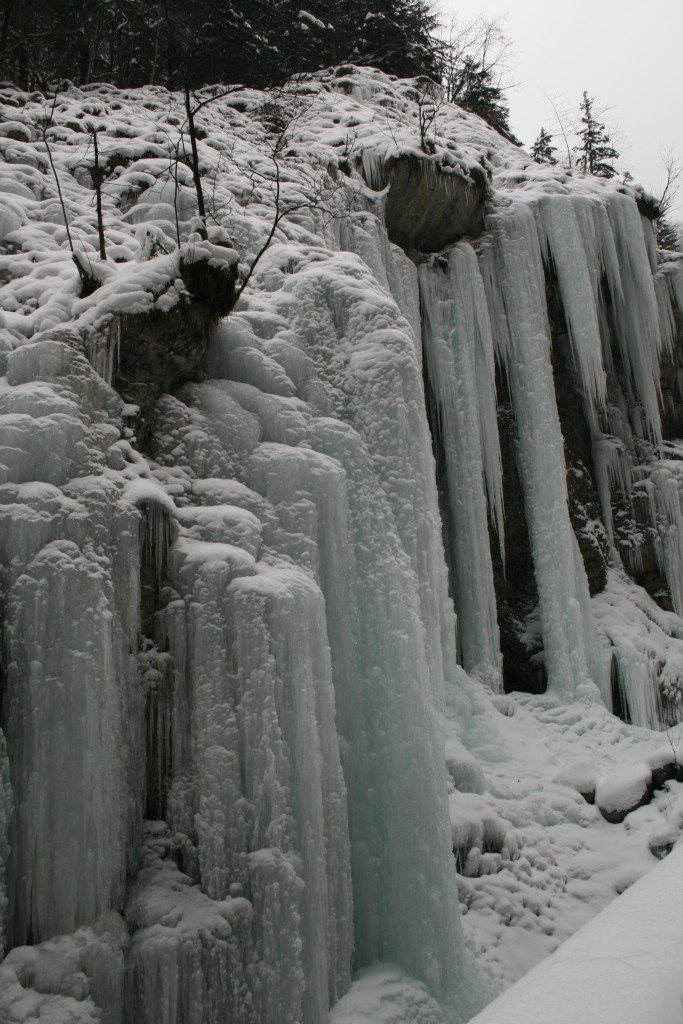
Wand aus Eiszapfen im Februar 2012

### Zuflüsse
- Chrummelbach (links)
- Milchbach (rechts)
- Zifluchtgraben (rechts)
- Wägisgraben (rechts)
- Schinberggraben (links)
- Älggibach (rechts)
- Wendbach  (links)
- Brandegggraben (rechts)
- Rindelsgraben (rechts)

## Wirtschaft und Verkehr

### Holzflösserei, Köhlerei
Im 19. Jahrhundert wurde im Kleinen Melchtal intensiv Holz geflösst. Im oberen Teil des Flusses bei Chalberschwand wurde mittels einer «Chlus» (einem Stauwerk aus Holzstämmen) das Wasser aufgestaut und danach in einem Schwall abgelassen. Dadurch wurde das im Bachbett bereitliegende Holz zu Tal befördert. An den Engstellen blieb oft Holz hängen und so mussten sich Flösser an Seilen in die Schlucht hinunterlassen und mit Stangen versuchen, das Holz zu lösen. Dies war eine gefährliche Arbeit, bei der mancher Unfall passierte. Bettlernest heisst noch heute eine Stelle, wo damals das Holz «nicht weg wollte». Die Holzflösserei mittels einer «Chlus» wurde 1876 wegen der grossen Schäden, die sie am Bachbett anrichtete, verboten. Von da an wurde das Holz im Winter über den Weg ins Tal gereistet. 
Im Kleinen Melchtal wurde auch Köhlerei betrieben, wovon der Flurname Cholplatz bis heute zeugt.

### Nutzung der Wasserkraft

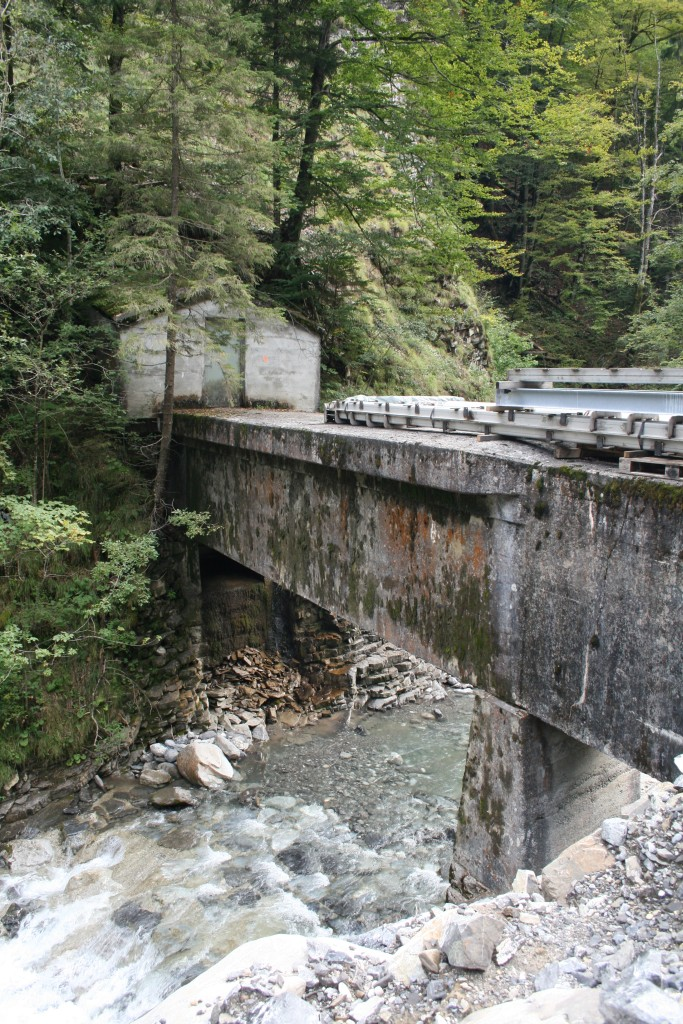
Aquädukt, in dem das Wasser der Grossen Melchaa die Kleine Melchaa überquert

Bereits 1904 liess der Parkettfabrikant Zeno Durrer eine erste und 1913 eine zweite Wasserkraftanlage an der Kleinen Melchaa errichten. Ein von ihm vorgeschlagenes Projekt aus dem Jahr 1912, das Werk durch Gewässerstauung zu vergrössern, wurde jedoch abgelehnt.
Als in den 1920er-Jahren das Kraftwerk Lungerersee gebaut wurde, war man auf die maximale Zuleitung von Wasser angewiesen. Daher trieb man einen Stollen zur Kleinen Melchaa vor, um von dort Wasser zu holen. Auch im Melchtal wurde bei der Ortschaft Melchtal das Wasser der Grossen Melchaa gefasst und durch einen 6,5 km langen Freilaufstollen bis ins Kleine Melchtal beim Giswiler Hüttli (815 m ü. M.) geführt. Dort überquert das Wasser von der Grossen Melchaa in einem Aquädukt die Kleine Melchaa. Auch das Wasser der Kleinen Melchaa wird in einer kleinen Staustufe gefasst. Ein Grossteil davon fliesst zusammen mit dem Wasser der Grossen Melchaa durch einen 2 km langen Reservoirstollen in südwestliche Richtung zur Schwall- und Apparatekammer Marchgraben. Von dort gelangt das Wasser via Druckleitung zum Giswiler Kraftwerk Unteraa, wo es vom Elektrizitätswerk Obwalden zu Strom turbiniert wird.

### Strassen
Das Kleine Melchtal wird durch drei befahrbare Strassen erschlossen. Eine Strasse führt von Giswil-Zollhaus ganz unten im Tal der Kleinen Melchaa entlang. Eine zweite Strasse führt auf der linken Talseite von Kaiserstuhl zu den Lungerer Alpen. Die dritte Strasse ins Kleine Melchtal verläuft auf der rechten Talseite von Sachseln zur Älggi-Alp.
Die erste Strasse entlang der Kleinen Melchaa erbaute 1892 der Baumeister Pietro Garovi (1839–1914). Sie diente in erster Linie dem Holztransport. Der Strassenbau im schwierigen Gelände erforderte eine grosse Zahl an Brücken. Beim Färligraben blieb noch bis in die 1960er-Jahre eine alte 12 m lange Brücke aus Rundhölzern aus dem Jahr 1900 erhalten. Die Nutzung der Wasserkraft im Kleinen Melchtal in den 1920er-Jahren erforderte den Ausbau der Strasse bis zum Giswiler Hüttli. Dort befand sich die Wasserfassung. Im engen Tobel der Kleinen Melchaa war man an vielen Stellen gezwungen, die Passage entweder in die Felswand einzusprengen oder sie durch Verengung des Baches dem Wasser abzuringen. Die Strasse wurde in der Folgezeit oft verschüttet und überschwemmt. In den 1960er-Jahren wurde die Strasse verbreitert. Ein weiterer Ausbau erfolgte im Jahr 2012, um den Bau eines neuen Wasserstollens zu ermöglichen.
Die Strasse auf der linken Talseite wurde im Jahr 1911 gebaut. Sie befindet sich in einem Gelände mit Bachquerungen und Lawinenzügen. Zwischen 2002 und 2011 wurde die Strasse saniert.

## Trivia
Im Winter 2009 wurde in der Riedschwandhöhle im Kleinen Melchtal von Obwaldner Karst- und Höhlenforschern eine bis dahin unbekannte Tierart entdeckt. Der Höhlenstrudelwurm (Cave-Flatworm) ist ein Höhlengrundwassertier. Der Wurm ist schneeweiss bis durchsichtig, etwa 1,2 mal 0,4 cm gross und gehört zu der Klasse der Strudelwürmer. Ungeklärt ist die Frage, warum diese Tierart nach heutigem Kenntnisstand nur gerade in der Riedschwandhöhle vorkommt. Zu Ehren der Stiftung Naturerbe Karst und Höhlen Obwalden (NeKO) hat der Wurm den Namen Dendrocoelum nekoum erhalten.
Bei der Flusshöhe von 750 m ü. M. ragt eine überstehende Wand im Halbrund etwas über den Weg neben dem Fluss. Diese Stelle wird anschaulich als Dom bezeichnet. 
Da von den Seitenwänden der Schlucht im unteren Verlauf des Kleinen Melchtals an vielen Stellen Wasser läuft, bilden sich im Winter oftmals viele Eiszapfen und das Tal wird daher mit ganzen Wänden aus Eiszapfen zu einem Ausflugsziel.
Das Kleine Melchtal wird auch für Canyoningtouren benutzt.
Bei einer unbewilligten Goa-Party beim Cholplatz im August 2012 ist ein Partyteilnehmer nach dem Verlassen des Partygeländes in der Kleinen Melchaa ertrunken, was landesweite Pressemeldungen auslöste.
Am 11. April 1948 stürzte ein Kleinflugzeug des Typs Republic Seabee in der Melchaaschlucht ab. Die vier Insassen wurden beim Aufprall in den Bach geschleudert, überlebten jedoch den Absturz. Am 15. Juli 1990 ereignete sich ein ähnlicher Flugunfall. Ein einmotoriges Kleinflugzeug flog zu tief ins Kleine Melchtal hinein und stürzte ab. Der Pilot und zwei Passagiere starben bei diesem Unglück.